# Palaemon gravieri
Palaemon gravieri är en kräftdjursart som först beskrevs av Yu 1930.  Palaemon gravieri ingår i släktet Palaemon och familjen Palaemonidae. Inga underarter finns listade i Catalogue of Life.